# Gymnodiniales
A Gymnodiniales a páncélos ostorosok Dinophyceae kládjának rendje. Tagjai külső héj nélküliek, így nehezen tanulmányozhatók, mivel sérülékenyek. Számos faj a tengeri plankton része, és különösen az algavirágzásokban való szerepe miatt kutatott. A Gymnodinialest 2007-ben F. Gómez „a nyílt tengeri fitoplankton egyik kevéssé ismert csoportjaként” írta le.
A rend családjai közül a Gymnodinium nemzetség Polykrikaceae és Warnowiaceae családja különösen összetett sejtszervecskecsoportjai miatt ismert – például nematociszta, trichociszta, nyíl található benne. A Warnowiaceae ezenkívül ocelloiddal is rendelkezik, mely mitokondriumokból és plasztiszokból álló összetett fényérzékeny sejtszervecske.

## Történet
Első leírt nemzetsége az Amphidinium Claparède et Lachmann 1859, emend. Flø Jørgensen  et al. 2004, de névadó nemzetsége a Gymnodinium F. Stein 1878, emend. G. Hansen et Moestrup in Daugbjerg  et al. 2000.
A molekuláris filogenetika megjelenése előtt a csoportot számos, nem sorban elrendezett vezikulummal rendelkező amfiezmával rendelkező csoportként írták le. Apikális szerkezeti komplexe az óramutató járásával ellentétesen fordul, és hurkot alkot. A korai molekuláris filogenetikai tanulmányok is kimutatták, hogy klád, ahogy azt is, hogy számos, egymástól jelentősen különböző élőlény található benne.
Adl  et al. 2019-es rendszertanában a Gymnodinium sensu stricto a Gymnodiniphycidae Fensome  et al. 1993 egyik kládjaként szerepel, az Amphidinium, Gyrodinium stb. nemzetségekhez külön leírás tartozik.

## Genetika
Számos tiolációs domént tartalmaznak genomjai, arányaiban többet, mint a Gonyaulacales. A Karlodinium brevisban fedeztek fel először egy fehérjén belül több tiolációs domént, de e fehérje a Gymnodiniales jellemzője.

## Rendszertan
A Gymnodiniales kétféleképp határozható meg: a Gymnodiniales sensu stricto a Gyrodinium nélküli, míg a Gymnodiniales sensu lato a Gyrodiniumot tartalmazó klád.
A Gymnodiniales s. s. az egyik legnagyobb páncélosostoros-klád 16 nemzetséggel, testvércsoportja a Gyrodinium.

## Morfológia
Számos amfiezmavezikulum jellemzi, melyek nem sorosak vagy 6-nál több sorban vagy a pellikulával mint elsődleges amfiezmaelemmel vagy 6 vagy kevesebb szélességi lemezre nem osztható ismeretlen amfiezmaszerkezettel találhatók. A kládnak kevés fosszilis tagja ismert.
Az óramutató járásával ellentétes irányú kerek apikális szerkezeti komplexszel rendelkezik, a Warnowiaceae kládban megtalálhatók emellett mitokondriumokból és plasztiszokból álló ocelloidok is.

## Jelentőség
Egyes fajai hosszú poliketidtoxinokat, például brevetoxint és karlotoxint termelnek. A Karlodinium veneficum szterolizineket is termel, melyek halálos szteroldependens membránpórusokat hoznak létre például zebradánióban és Gobius virescensben.